# جوش احتراقی
جوش احتراقی یا جوش کدولد (CAD WELD) نوعی جوش می‌باشد که برای جوشکاری سیم، لوله، صفحه و میله‌های مسی به یکدیگر می‌باشد که تجهیزات آن به سادگی قابل حمل می‌باشد. نحوه کدولد کردن بر اساس استاندارد IPS-C-TP-820 انجام می‌شود.
تجهیزات جوش کدولد شامل اجزای زیر می‌باشند: ترکیبات پودر کدول برای هر برند متفاوت است و این تفاوت کیفیت جوش آن‌ها را متمایز می‌کند ولی ترکیبات اصلی آن مخلوطی از پودر آلومینیوم و اکسید مس است. وزن پودر با توجه به سایز و نوع سازه انتخاب می‌گردد.
- قالب گرافیتی کدولد که با توجه به نوع اتصال و سایز کابل انتخاب می‌شود. با یک قالب به‌طور معمول می‌توان ۷۰ تا ۱۰۰ جوش انجام داد.
- چاشنی انفجار که شامل مقداری گوگرد بوده و برای ایجاد دمای لازم برای ایجاد گرمای لازم برای احتراق به کار رفته و روی پودر کدولد ریخته می‌شود.
- تفنگ احتراق به منظور محترق کردن چاشنی انفجار
- کیت تمیزکننده که برای تمیز کردن قالب گرافیتی از مواد ناشی از ذوب استفاده می‌شود.[۲][۳]

## مکان استفاده
جوش احتراقی در سیستم ارتینگ (Earting) ساختمان استفاده می‌شود.
همان‌طور که می‌دانید در سیستم ارت ساختمان، سیم ارت (زرد، سبز) تمام ساختمان به یه سیم مسی با مقطع قطور وصل شده و به داخل چاه ارت می‌رود در چاه ارت یه صفحه مسی وجود دارد که سیم مسی قطور باید به آن دوخته شود و به ابتدا و انتهای دوخت بست وصل شود و برای اتصال ۱۰۰٪ باید سیم را به صفحه جوش داد که بهترین جوش، جوش نقره یا برنج هست و اگر این دو جوش در دسترس نبود از جوش احتراقی (cad weld) استفاده می‌کنیم.

## دربارهٔ جوشکاری ترمیت
جوشکاری ترمیت (Termite Welding) که با نام جوش احتراقی هم شناخته می‌شود، یک فرایند جوشکاری حالت مذاب بوده که به وسیلهٔ آن دو قطعه فلزی عموماً توسط یک واکنش آلومینیوترمیک که حرارت بسیار بالایی تولید می‌کند، بهم جوش داده می‌شوند. فلز مذاب از واکنش بین اکسید فلز و آلومینیوم که نقش فلز پرکننده را بازی می‌کند، ایجاد می‌شود. این فرایند گرمازا در سال ۱۸۹۸ در آلمان و توسط دکتر Hans Goldsmiths ابداع شد.
این فرایند گرمازا واکنش بین اکسید فلز و یک عامل احیا کننده که عموماً فلز آلومینیوم می‌باشد، صورت می‌گیرد. در این واکنش گرمای بسیار زیادی تولید می‌شود که گرمای مورد نیاز برای ذوب شدن قطعاتی که قراراست به یکدیگر جوش داده شوند، بدین شکل تأمین می‌شود.
واکنش آلومینوترمیت در این فرایند بر طبق واکنش زیر انجام می‌شود:

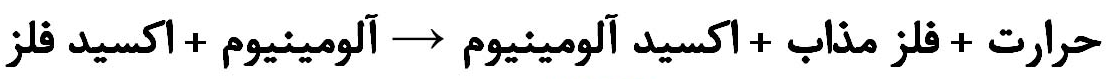
فرمول -۱

عموماً واکنشی که در فرایند جوشکاری ترمیت در خطوط راه‌آهن کاربرد دارد به صورت زیر است:

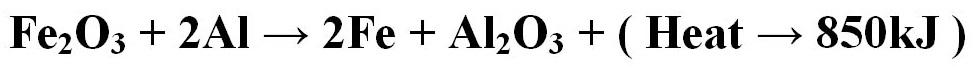
فرمول -۲

همچنین واکنشی که در جوشکاری ترمیت قطعات مسی به ریل‌های فولادی صورت می‌گیرد عبارت است از:

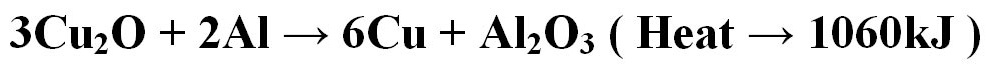
فرمول -۳

اگر در واکنش‌های گرمازا، واکنش فقط بین اکسید فلز و آلومینیوم باشد، گرمای زیادی تولید می‌شود. پلت‌هایی از برخی فروآلیاژها برای کاهش درجه حرارت واکنش از ۳۰۹۰ به ۲۴۸۰ درجه سانتیگراد به سیستم اضافه می‌شود. در اصل اضافه کردن این مواد به خاطر ترکیب شیمیایی در جوشکاری اضافه خواهد شد. مقدار موادی که اضافه می‌خواهد شود، مهم است، زیرا مقادیر بیش از حد، درجه حرارت واکنش را به پایین‌تر از ۲۰۴۰ درجه سانتیگراد کاهش می‌دهد که این کار اصلاً مناسب این فرایند نیست. ساختار متالورژیکی ناحیه جوش نیز به ترکیب شیمیایی فلز جوش و نرخ سرد شدن اتصال پس از انجام گرفتن واکنش بستگی دارد.

## عکس‌العمل ترمیت در مقابل گرما
ترمیت به دلیل اینکه در برابر گرمای با دمای پایین‌تر از ۱۲۰۰ درجه سلسیوس واکنشی از خود نشان نمی‌دهد برای کار کردن و انبار کردن آن خطر زیادی ندارد؛ ولی در صورتی که ترمیت را در بوتهٔ مخصوص آن بریزیم و واکنشی صورت بگیرد، یعنی گرمای با دمای بالاتر از ۱۲۰۰ در جه سانتی گراد به وجود آید، فلز شروع به ذوب شدن می‌کند. مدت زمان لازم برای سوختن کامل این واکنش ۲۵ الی ۳۰ ثانیه می‌باشد. اگر آلومینیوم در مخلوط با اکسیژن اکسید آهن تولید کند، اکسید آلومینیوم تشکیل می‌گردد، که به عنوان یک سرباره عمل نموده و به صورت شناور در بالا قرار می‌گیرد. گرمایی که باقی مانده‌است موجب می‌شود تا آهن از جامد به مایع تغییر حالت دهد، چنانچه این فولاد شروع به ذوب شدن می‌کند، و به درجه حرارت مطلوب مذاب می‌رسد، و به محل مناسبی برای آماده کردن مذاب می‌شود.
برای اتصال دو قطعه به یکدیگر، آن دو را تا درجات بالا حرارت می‌دهند. در نتیجهٔ آن دو قطعه به یکدیگر جوش می‌خورند. سرباره آلومینیوم مایع نیز فوق‌العاده گرم است، و بیش از آهن گرما نگه می‌دارد. انجام اینکار موجب می‌شود تا فرایند جوش خوردن ریل‌های آهن تسریع شود و علاوه بر آن تجزیه سرباره مایع که همراه آهن مذاب به قالب جوشکاری وارد شده کمک می‌کند. زمانی که واکنش خیلی زیاد باشد، می‌توان آلیاژهایی که جاذب گاز هستند به آن اضافه کرد تا آهن مذاب را تصفیه کند و ذرات اکسید آهن در آن باقی نماند و خواص و استحکام مشابهی به موادی که قرار است با آن جوش داده شود، داده شود. این نوع جوشکاری بیشتر شبیه به ریخته‌گری بوده و اطراف دو قطعه ای که باید به هم جوش داده شوند یک قالب گذاشته می‌شود که در آن فلز مذابی که از طریق این واکنش به وجود آمدند به این قالب هدایت شوند و فلز مذاب پس از سرد شدن داخل قالب جوش شکل بگیرد.

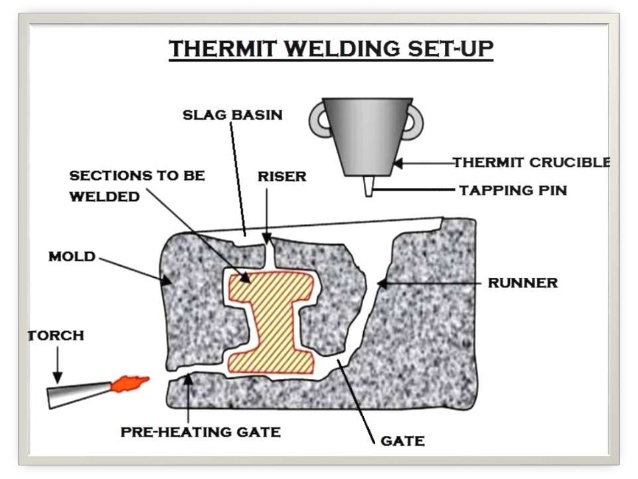
فرایند ترمیت

## انواع ترمیت مورد استفاده در صنعت
- ترمیت ساده: شامل مخلوط پودرهای اکسید آهن و آلومینیوم
- ترمیت فولاد کم کربن: شامل ترمیت ساده به اضافه پودر فولاد کم کربن یا حتی مقداری پودر منگنز
- ترمیت چدن: شامل ترمیت ساده به اضافه مقداری پودر فولاد سیلیسیوم دار و فولاد کم کربن
- ترمیت برای جوشکاری ریل‌ها: شامل ترکیبات ترمیت ساده به اضافه مقداری پودر کربن، منگنز و عناصر آلیاژی دیگر به منظور افزایش سختی فلز جوش در ریل
- ترمیت برای اتصال کابل‌های برق: شامل پودرهای اکسید مس و آلومینیوم.[۱۱]

## مراحل جوشکاری ترمیت
- دو قطعه فلزی که به یکدیگر جوش داده خواهد شد، به درستی تمیز و لبه آن آماده شده می‌شود.
- سپس موم به داخل مفصل ریخته به طوری که یک الگوی موم تشکیل شده‌است که در آن جوش به دست آمده باشد.
- جعبه قالب ریزی و سازه در اطراف شن و ماسه نگه داشته می‌شود و در اطراف الگوی موم بسته‌بندی شده، ریختن حوضه، مخروطی و سحر و gating سیستم لازم با دقت بالا انجام می‌گیرد.
- موم از طریق منفذ ایجاد شده که برای استفاده پیش گرم مفصل ذوب شده‌است، برای جوشکاری آماده می‌شود.
- ترمیت مخلوط را در یک بوته قرار می‌دهیم که از مواد نسوز درست شده‌است که می‌تواند در حرارت بالا و فشار زیاد، تولید شده در طی واکنش شیمیایی مقاومت داشته باشد.
- جرقه زن (به‌طور معمول پراکسید باریم یا منیزیم) است که در بالای مخلوط قرار داده شده‌است و با یک میله قرمز فلز داغ یا روبان منیزیم روشن شده‌است.
- واکنش تقریباً حدود ۳۰ ثانیه طول می‌کشد و به آهن مذاب فوق‌العاده گرم داخل حفره قالب آماده در اطراف قسمت جوش اجازه جریان داده می‌شود.
- اتصال جوش سرد به آرامی صورت می‌گیرد.
- باز کردن قالب پس از سرد شدن مذاب حاصل از واکنش
- تمیزکردن و پرداخت کردن سطح قطعات و اتصال[۱۲]

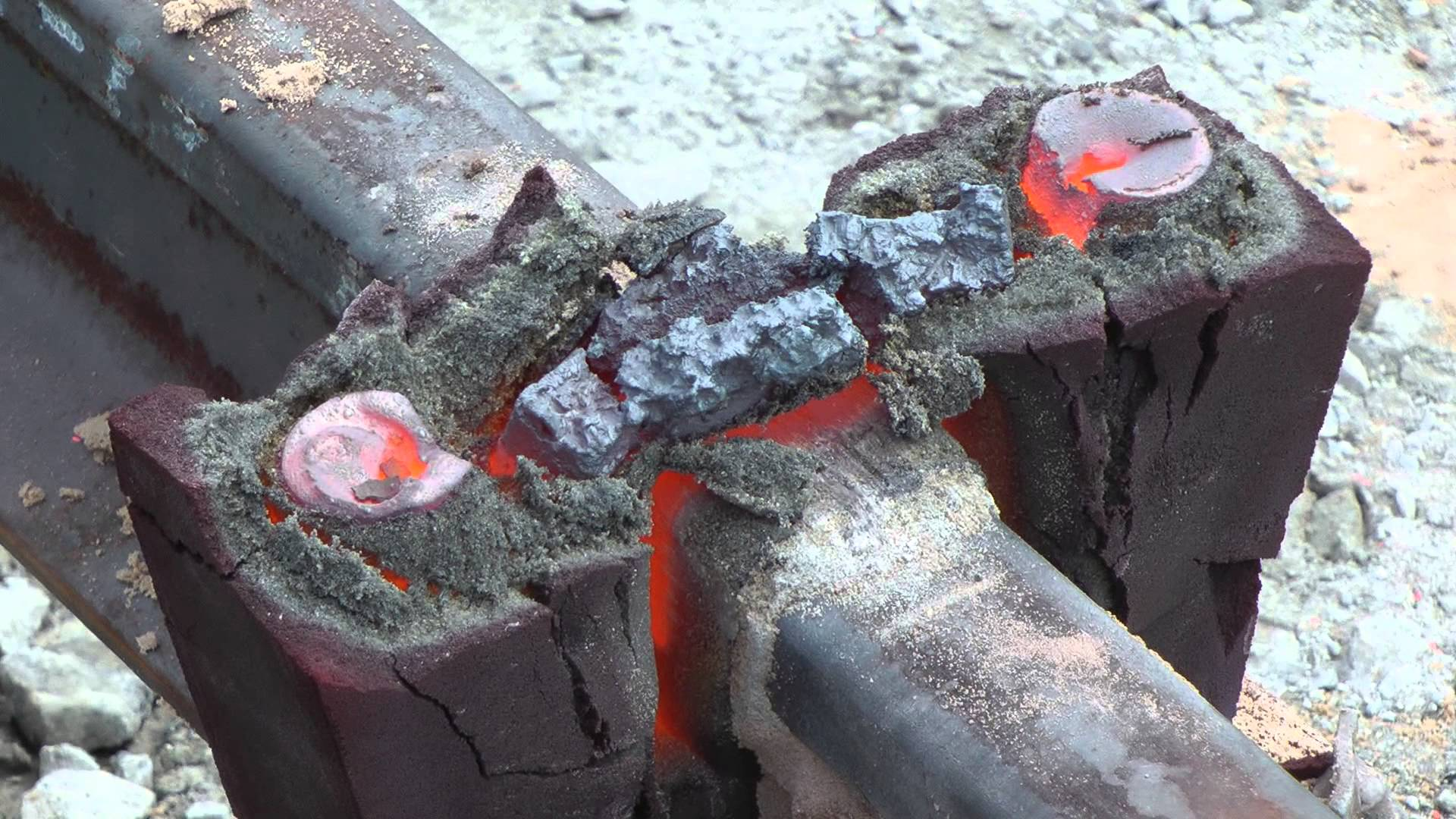
جوشکاری ترمیت در ریل

## کاربرد جوشکاری ترمیت
- جوشکاری خطوط ریلی
- جوش برای صفحه‌های ضخیم و لوله‌های جدار ضخیم
- جوش و تعمیر میل لنگهای شکسته
- جوش و تعمیر شاسی ماشین‌ها
- جوش و اتصال قطعات ریخته‌گری شده که بخاطر طول بلند و بزرگ بودن نمی‌توانند در یک مرحله قالب‌گیری و ریختگری شوند.
- برای جوش کابل‌های از جنس مس
- برای جوش و اتصال میلگردهای تقویت‌کننده بتن در سازه‌ها ساختمانی به یکدیگر[۱۱]

## مزایا و محدودیت‌های جوشکاری ترمیت

### مزایا
- در قطعات کوچک، پیشگرم کردن لازم نیست.
- مذاب اولیه نقش گرم‌کننده و شستشو دهنده را بازی می‌کند.
- سیستم‌های تأمین انرژی (مانند مولد برق و …) برای جوشکاری نیاز ندارد و پودر و قالب‌ها را در هر مکانی می‌توان استفاده کرد.
- امکان اتصال قطعات بزرگ نیز با این جوش ممکن است.

#### محدودیت‌ها
- جوش ممکن است گاز (هیدروژن) و آلودگی‌های سرباره داشته باشد.
- درجه حرارت بالای فرایند ممکن است موجب تغییر در ساختار دانه در منطقه جوش شود.
- فقط قطعات آهنی (فولاد، کروم، نیکل)، امکان جوش دادن را دارا می‌باشند.
- هزینه این جوشکاری نسبت به سایر جوشکاری‌ها نسبتاً پایین‌تر است.[۱۰]